# Matúš Paukner
Matúš Paukner (* 20. Juni 1991 in Nitra) ist ein slowakischer Fußballspieler.

## Karriere
Paukner begann seine Karriere beim FC Nitra. Sein Debüt für Nitra in der Corgoň liga gab er im März 2011, als er am 23. Spieltag der Saison 2010/11 gegen den MFK Dubnica in der 82. Minute für Matúš Mikuš eingewechselt wurde.
In der Winterpause der Saison 2012/13 wurde er an den ŠK Partizán Bardejov verliehen. Nachdem er zunächst zu Nitra zurückgekehrt war, wurde er im Januar 2014 erneut verliehen, diesmal an den TJ OFC Gabčíkovo.
Nach dem Ende der Leihe kehrte er erneut zum FC Nitra zurück, der inzwischen in die zweite Liga abgestiegen war. In seiner ersten Saison in der zweithöchsten slowakischen Spielklasse erzielte Paukner in 32 Spielen 21 Treffer. In der darauffolgenden Saison erzielte er bis zur Winterpause in 17 Spielen 17 Tore.
Daraufhin wechselte er im Januar 2016 nach Ungarn zum Erstligisten Békéscsaba Előre. Nach einem halben Jahr in Ungarn kehrte er zur Saison 2016/17 in die Slowakei zurück, wo er sich Spartak Trnava anschloss. Nachdem er in der Liga nur zwei Mal eingesetzt worden war, schloss er sich in der Winterpause jener Saison dem Zweitligisten ŠKF Sereď an.
Zur Saison 2017/18 wechselte er zum österreichischen Regionalligisten SV Horn. Zu Saisonende stieg er mit Horn in die 2. Liga auf; Paukner erzielte in der Aufstiegssaison in 31 Matches 22 Treffer. Nach der Saison 2018/19 verließ er Horn und wechselte zum Regionalligisten SC Wiener Neustadt, der sich im November 2019 in 1. Wiener Neustädter SC umbenannte. Für Wiener Neustadt kam er bis zum Saisonabbruch zu 17 Regionalligaeinsätzen und erzielte dabei zwölf Tore.
Zur Saison 2020/21 wechselte er zum Ligakonkurrenten ASK-BSC Bruck/Leitha. In zweieinhalb Jahren in Bruck kam er zu 50 Regionalligaeinsätzen, in denen er 43 Tore machte. Im Januar 2023 wechselte er weiter innerhalb der Liga zum SC Neusiedl am See.